# Jamie Allison
James E. „Jamie“ Allison (* 13. Mai 1975 in Lindsay, Ontario) ist ein ehemaliger kanadischer Eishockeyspieler und -trainer, der im Verlauf seiner aktiven Karriere zwischen 1991 und 2007 unter anderem 372 Spiele für die Calgary Flames, Chicago Blackhawks, Columbus Blue Jackets, Nashville Predators und Florida Panthers in der National Hockey League (NHL) auf der Position des Verteidigers bestritten hat.

## Karriere
Allison begann seine Juniorenkarriere in der Saison 1991/92 zunächst bei den Windsor Spitfires in der Ontario Hockey League (OHL). Dort fand sich der Verteidiger nach der Spielzeit im Second All-Rookie Team der Liga wieder. Vor dem Spieljahr 1992/93 wurde er jedoch innerhalb der OHL zu den Detroit Junior Red Wings transferiert, für die er die folgenden drei Jahre aktiv war. In der Saison 1994/95 führte er die Mannschaft als Mannschaftskapitän zum Gewinn des J. Ross Robertson Cups, mit dem die Teilnahme am prestigeträchtigen Memorial Cup verbunden war. Dort unterlagen die Junior Red Wings allerdings im Finale des Memorial Cup 1995 den Kamloops Blazers deutlich.
Nachdem der Abwehrspieler bereits im NHL Entry Draft 1993 in der zweiten Runde an 44. Stelle von den Calgary Flames aus der National Hockey League (NHL) ausgewählt worden war, wechselte nach Beendigung seiner Zeit bei den Junioren in die Organisation der Flames. Dort feierte er noch zum Ende der NHL-Spielzeit 1994/95 sein Debüt. Mit Beginn der Saison 1995/96 lief Allison vornehmlich für das Farmteam Calgarys, die Saint John Flames, aus der American Hockey League (AHL) teil. Ab dem Spieljahr 1996/97 pendelte der Teilnehmer am AHL All-Star Classic dann für zwei Jahre zwischen den Kadern Calgarys und Saint Johns, ohne sich dabei dauerhaft in der NHL etablieren zu können. Nachdem der 23-Jährige auch die Saison 1998/99 bei den Saint John Flames in der AHL begonnen hatte, wurde er Ende Oktober 1998 gemeinsam mit Marty McInnis und Erik Andersson zu den Chicago Blackhawks transferiert, die im Gegenzug Jeff Shantz und Steve Dubinsky an die Kanadier abgaben. In Chicago gelang es dem Defensivspieler sich in der Folge einen Stammplatz im Kader zu erarbeiten, sodass er dort zunächst bis kurz vor dem Beginn der Spielzeit 2001/02 dort angestellt war. Vor dem NHL Waiver Draft blieb Allison jedoch von den Blackhawks ungeschützt, und so wählte ihn sein Ex-Team aus Calgary dort aus.
Während seiner zweiten Anstellung bei den Flames war der Kanadier dort ausschließlich in der NHL aktiv, ehe er im März 2002 im Tausch für Blake Sloan zu den Columbus Blue Jackets geschickt wurde. Für die Blue Jackets spielte Allison bis zum Ende der Saison 2002/03. Da sein auslaufender Vertrag nicht verlängert wurde, schloss er sich im September 2003 als Free Agent den Nashville Predators an. In der Organisation der Predators war der Verteidiger auch über die durch den Lockout ausgefallene NHL-Saison 2004/05 hinaus tätig. Er verbrachte zweieinhalb Jahre in Nashville, bevor er im Februar 2006 durch die Florida Panthers von der Waiver-Liste ausgewählt wurde. In Diensten der Panthers beendete er die Spielzeit 2005/06, in deren Folge er abermals ein Free Agent wurde. Der vertragslose Spieler unterschrieb daraufhin Ende Juli 2006 ein Arbeitspapier beim Franchise der Ottawa Senators. Nachdem der 31-jährige dort im Verlauf der Saison 2006/07 ausschließlich bei deren Kooperationspartner Binghamton Senators zum Einsatz gekommen war, beendete er im Sommer 2007 seine aktive Spielerlaufbahn. Nach seinem Karriereende arbeitete er zwischen 2009 und 2011 als Assistenztrainer bei den Brampton Battalion aus der Ontario Hockey League unter Cheftrainer Stan Butler.

### International
Im Juniorenbereich nahm Allison mit der U18-Auswahl der Provinz Ontario an der World U-17 Hockey Challenge 1992 sowie mit der kanadischen U18-Auswahl am Pacific Cup 1993 teil. Bei beiden Turnieren ging die Mannschaft des Verteidigers als Sieger hervor.

## Erfolge und Auszeichnungen
- 1992 OHL Second All-Rookie Team
- 1995 J.-Ross-Robertson-Cup-Gewinn mit den Detroit Junior Red Wings
- 1997 Teilnahme am AHL All-Star Classic

### International
- 1992 Goldmedaille bei der World U-17 Hockey Challenge
- 1993 Goldmedaille bei Pacific Cup

## Karrierestatistik

### International
Vertrat Kanada bei:
- World U-17 Hockey Challenge 1992
- Pacific Cup 1993

(Legende zur Spielerstatistik: Sp oder GP = absolvierte Spiele; T oder G = erzielte Tore; V oder A = erzielte Assists; Pkt oder Pts = erzielte Scorerpunkte; SM oder PIM = erhaltene Strafminuten; +/− = Plus/Minus-Bilanz; PP = erzielte Überzahltore; SH = erzielte Unterzahltore; GW = erzielte Siegtore; 1 Play-downs/Relegation; Kursiv: Statistik nicht vollständig)